# Cazaux
Cazaux è un comune francese di 46 abitanti nel dipartimento dell'Ariège, regione dell'Occitania.

## Società

### Evoluzione demografica
Abitanti censiti